# Latins
Pour les articles homonymes, voir Latin (homonymie).
Le terme Latins désigne les habitants italiques de la région du Latium pendant l'Antiquité romaine, locuteurs d'une langue indo-européenne, le latin.
Les Latins sont un groupe linguistique au sud du Tibre, sans écriture avant le VIIIe siècle av. J.-C. Ils partageaient des cultes communs, comme un culte à Jupiter latin sur le mont Albain. Les Latins vivent dans des communautés villageoises, des sociétés surtout pastorales, car les terres sont inondables.

## Origines
Les Latins sont une population indo-européenne appartenant au groupe linguistique latino-falisque. Au début du IIe millénaire, il est probable que leurs ancêtres ont été en contact avec ceux des Germains. Les linguistes ont relevé entre le latin (l'italique) et le germanique commun reconstruit un certain nombre de particularités communes, qui sont pour la plupart des innovations,. Ainsi, pour le linguiste Antoine Meillet, les concordances observées dans le vocabulaire de civilisation de l'italique et d'autres langues du nord-ouest de l'Europe (germanique, celtique...) indiquent que « les colons auxquels sont dues les langues italiques sont passés par l'Europe centrale et venaient du Nord ». De même, plusieurs auteurs ont suggéré que la culture campaniforme d'Europe centrale et occidentale était une candidate pour une branche européenne ancestrale des dialectes indo-européens, appelée « indo-européenne du nord-ouest », ancêtre des branches celtique, italique, germanique et balto-slave.
L'apparition des peuples latino-falisques dans la péninsule italienne est la conséquence de bouleversements dans les Balkans à l'âge du bronze et l'âge du fer alors que des populations ont traversé l'Adriatique pour s'y établir, la culture de Cetina (en) en témoignant. L'archéologie semble ainsi démontrer qu'un déplacement de population qui a abouti vers -1200 (appelé siècles obscurs selon les chroniques) autour de la mer Égée à partir de la culture de Vatin (en) puis celle de Belegis (territoire des Scordisques) dont la progression représentée par les cultures de Brnjica (en) et de Paracinaurait aussi eu un impact vers l'ouest qui aurait donné naissance à une autre culture, la culture de Glasinac dans laquelle des liens identifiables se retrouvent spécifiquement en Toscane et au Latium. Dans cette optique, les fondateurs de la cité d'Ardée, l'une des premières cités de la ligue latine pourraient découler d'un rameau des Ardiéens ou Vardéens, alors l'un des plus puissants peuples habitant les environs de la rivière Cetina en Illyrie, dans ce qui est aujourd'hui essentiellement le sud de la Croatie ainsi que l'Herzégovine et une partie du littoral du Monténégro[réf. nécessaire]. D'autres exemples de ce type ont été relevés, tels que la cité de Rudiae en Messapie à rapprocher de l'un des peuples méridionaux d'Illyrie ou Illyrii proprie dicti (en) (« Illyriens proprement dit »), les Rudini. Dans l'Énéide de Virgile, le roi des Rutules est Daunus l'éponyme des Dauniens, un peuple originaire d'Illyrie (ou Dalmatie) qui s'est établi dans le nord de l'Apulie (Pouilles) mais aussi selon différentes sources dans le Latium. D'autre part, Pline l'Ancien nous fait connaître la liste des trente peuples albains (populi albenses), dont l'un est nommé Latinienses, également appelé Prisci Latini « Premiers Latins ». Ainsi, les Latins apparaissent être une composition de deux peuples, celui d'autochtones alliés à de nouveaux arrivants. Le nom « Latin » s'étant étendu de ce fait à tous les peuples occupant le territoire qui deviendra le Latium.
La théorie la plus largement acceptée suggère que les Latins et d'autres tribus proto-italiques sont entrés pour la première fois en Italie à la fin de la culture protovillanovienne de l'âge du bronze, alors partie du système culturel d'Europe centrale de la culture des champs d'urnes. En particulier, divers auteurs, tels que Marija Gimbutas, ont noté des similitudes importantes entre la culture protovillanovienne, la culture des champs d'urnes de Bavière - Haute-Autriche et la culture des champs d'urnes du moyen-Danube. Kristian Kristiansen associe les Protovillanoviens à la culture de Velatice - Baierdorf (1250 - 1000 av. J.-C.) de Moravie et d'Autriche. Ceci semble en outre confirmé par le fait que la culture latiale ultérieure, la culture atestine et la culture de Villanova, qui ont introduit le travail du fer dans la péninsule italienne, sont si étroitement liées à la culture des champs d'urnes d'Europe centrale (vers 1300–750 av. J.-C.), et à la culture de Hallstatt (qui a succédé à la culture des champs d'urnes), qu'il n'est pas possible de les distinguer dans leurs premiers stades.
Le nom des Latins vient du mot latus : « étendu », « plat », « plaine » car leur terroir se trouve au débouché maritime de la vallée du Tibre. « Latin » s'explique aussi par le celtique lato signifiant « ardeur », « fureur » et par lãtis « héros » (voir Latobices). Les Ombriens qui précédaient les Étrusques et des peuples du Latium étaient par ailleurs considérés par certains auteurs antiques tels que Caton l'Ancien, Tite-Live et Plutarque de même origine que les Celtes. Présents dans la péninsule italienne depuis le IIe millénaire av. J.-C. dans ce qui deviendra le Latium, les peuples constituant les Latins comme les autres tribus apparentées (Rutules, Falisques, Capénates...) assimilent les populations ligures et ombriennes et s'émancipent au début du Ier millénaire av. J.-C. avec la culture latiale. L'évolution sémantique de certaines formes latines semble indiquer que les Latins ont vécu dans les cités lacustres sur pilotis (palafitte) de Terramare, culture archéologique de l'Âge du bronze moyen (1700 - 1150 av. J.-C.) de la vallée du Pô : pagus « village » apparenté à palus « pieu », pons « pont » initialement « passage », portus « port » initialement « gué », vadere « passer à gué » d'où « aller »...
Une étude génétique publiée en 2019 montre que quatre Latins sur les cinq échantillonnés présentent des lignées R1b-L23 dérivées de la culture de Yamna, dont trois sous-clades R1b-U152 et un hg. R1b-Z2103 (résultats en accord avec la variabilité génétique trouvée parmi les populations de la culture campaniforme d'Europe centrale), tandis qu'un autre individu d'Ardea montre un haplogroupe T1a-L208 qui pourrait éventuellement être expliqué par les fortes influences étrusques signalées parmi les Rutules à Ardea.

## Histoire

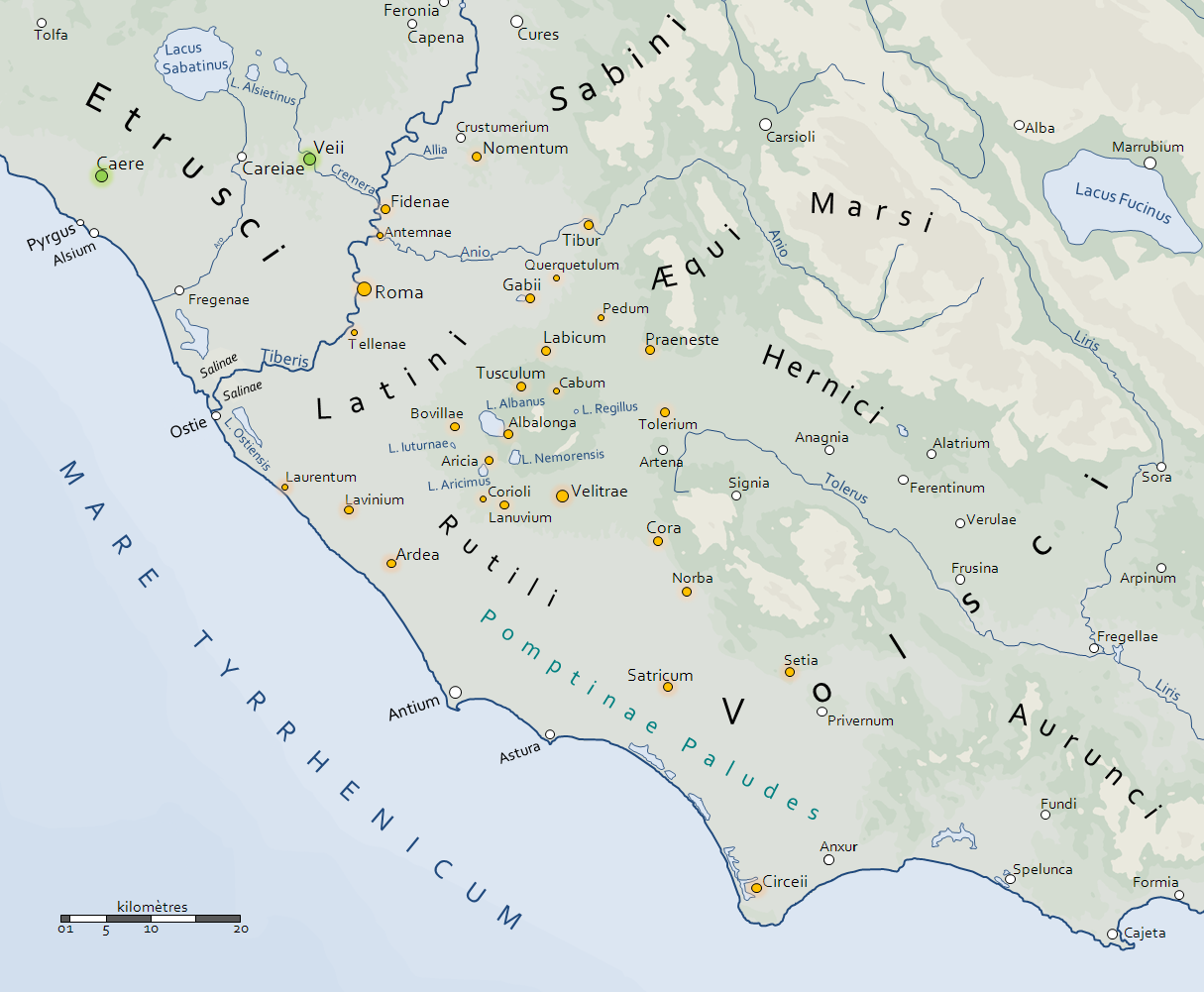
Carte du Latium antique : en orange les villes qui ont pu appartenir à la Ligue latine. En vert, deux cités étrusques de la Dodécapole.

Au VIIe siècle av. J.-C., une sorte de confédération à la fois religieuse et politique réunit environ trente cités et tribus latines : la ligue latine. Elle a pour but d'organiser une défense mutuelle contre les agressions extérieures. La Ligue est dissoute par Rome en 338 av. J.-C.

## Culture matérielle
Il n'existe à l'heure actuelle aucune preuve archéologique que l'ancien Latium ait abrité des établissements permanents à l'âge du bronze. De très petites quantités de tessons de poterie de la culture apenninique ont été découvertes dans le Latium, appartenant probablement à des pasteurs transitoires engagés dans la transhumance. Il apparaît donc que les Latins ont occupé le Latium vetus au plus tôt vers 1000 av. J.-C.
Initialement, les migrants latins installés dans le Latium étaient probablement concentrés dans les collines basses qui vont de la chaîne des Apennins centrale à la plaine côtière (dont une grande partie était alors marécageuse et paludéenne, et donc inhabitable). Les monts Albains, un plateau situé à environ 20 km au sud-est de Rome, abritent un certain nombre de volcans éteints et 5 lacs, dont les plus grands sont le lac de Nemi et le lac d'Albano). Ces collines constituaient une base défendable et bien arrosée. Les collines sur le site de Rome, certainement le Palatin et peut-être le Capitole et le Quirinal, ont hébergé très tôt des colonies de peuplement permanentes.
Les Latins semblent s'être culturellement différenciés des tribus environnantes italiques osco-ombriennes à partir de 1000 av. J.-C. À partir de cette époque, les Latins présentent les traits de la culture villanovienne de l'âge du fer que l'on trouve en Étrurie et dans la vallée du Pô. En revanche, les tribus osco-ombriennes ne présentent pas de caractéristiques villanoviennes. Les Latins partageaient donc globalement la même culture matérielle que les Étrusques. La variante villanovienne trouvée dans le Latium est surnommée la culture latiale. La caractéristique la plus distinctive de la culture latiale sont des urnes cinéraires en forme de tuguria miniatures (« cabanes »).
Dans la phase I de la culture latiale (environ 1000–900 av. J.-C.), ces urnes-cabanes n'apparaissent que dans certaines sépultures, mais elles deviennent la norme dans les sépultures de crémation de phase II (900-770 av. J.-C.). Elles représentent les huttes à une seule pièce des paysans contemporains, qui ont été fabriqués à partir de matériaux simples et facilement disponibles: des murs en osier et des toits de paille soutenus par des poteaux en bois. Les huttes sont restées la principale forme de logement dans le Latium jusqu'à environ 650 ans av. J.-C. L’exemple le plus célèbre était la casa Romuli (maison de Romulus) située sur le flanc sud de la colline du Palatin, qui aurait été construite par le légendaire fondateur de Rome de ses propres mains et qui aurait survécu jusqu'à l’époque de l'empereur Auguste.
Jusqu'au IXe siècle av. J.-C., il s'agit d'une population au niveau technologique assez rudimentaire, menant une vie pastorale et vivant dans des villages de huttes. Ce sont les influences étrusque et grecque qui feront évoluer la culture latine vers des formes plus élaborées, avec une écriture, des villes, et une économie d'échanges diversifiée.

## Langue

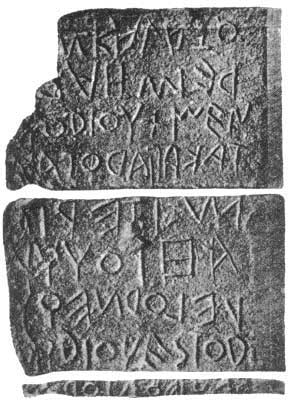
Le Lapis Niger, probablement la plus ancienne inscription latine retrouvée (vers 600 av. J.-C.)

La tribu parlait la langue latine (en particulier le latin archaïque), membre de la branche occidentale des langues italiques, elle-même branche de la famille des langues indo-européennes (IE) en Europe.
On pense que la plus ancienne inscription existante en langue latine est gravée sur le lapis niger (« Pierre noire ») découverte en 1899 au Forum Romain, datant d'environ 600 av. J.-C. Écrit dans une forme primitive de latin archaïque, il indique que les Romains sont restés latinophones à l'époque où certains historiens ont suggéré que Rome avait été « étruscanisée » à la fois dans la langue et la culture. Elle confirme également l'existence des rois de Rome à cette époque, que certains historiens considéraient comme mythiques : l'inscription contient le mot recei, le mot pour « roi » au datif singulier en latin archaïque - regi en latin classique, ou au rex sacrorum, plutôt qu'au roi politique de Rome.

## Société
Initialement les Latins sont surtout des éleveurs dont le patrimoine familial se mesure par le bétail : les chèvres, mais surtout les bœufs, les moutons, et les cochons. Le sacrifice suouetaurilia prouve le rôle primordial du bétail dans la mentalité romaine qui désigne par ailleurs les biens de valeur du terme de pecunia (« avoir en bétail, fortune qui résulte du bétail »), dérivé de pecus (« le troupeau, le bétail »), terme et acception qui ont survécu jusque dans le français moderne dans des mots comme « pécuniaire » et « pécule ». Notons que pecus vient de l'indo-européen *peku- (« richesse mobilière personnelle ») et que la monnaie archaïque romaine, encore utilisée à la fin du IVe siècle av. J.-C., porte l'image d'un bœuf et non d'une louve (légende de Romulus et Rémus sur la fondation de Rome) comme l'on s'y attendrait.

### Antiquité
- Ligue latine
- Culture latine
- Latin archaïque | Latin classique
- Culture latiale

### Monde contemporain
- Latin contemporain